# Psittacidae
Psitacidae је једна од три породице папагаја које спадају у надпородицу правих папагаја. Укључује велики број савремених врста папагаја сврстаних у две потпородице. Потпородици Psittacinae припада десетак врста (из Старог света), а потпородици Arinae (из Новог света) 157 врста, породици припада и неколико изумрлих врста. Правих папагаја има у Јужној Америци, Африци, Аустралији и Океанији, Азији, и јужном делу Европе.

## Опис
Полови су код папагаја по изгледу често слични, али понекад и битно различити (полни диморфизам).

## Таксономија
Породицу Psittacidae именовао је (под именом Psittacea) француски полихистор Константин Самуел Рафинеск 1815. Таксономија породице Psittacidae је недавно ревидирана, на основу молекуларних истраживања, па су некадашња племена (Psittacini из Старог света и Arini из Новог света) старе потпородице Psittacinae тренутно призната као сестрински кладуси, који су подигнути на ниво потпородице и преименована у Psittacinae и Arinae. Потпородица Loriinae и друга племена потпородице Psittacinae сада су смештена у породице Psittaculidae и Psittrichasiidae, које заједно са породицом Psittacidae чине надпородицу Psittacoidea, која укључује све праве папагаје.
- Потпородица Psittacinae
  - Род Bavaripsitta†
  - Род Psittacus – афрички сиви папагаји (две врсте)
  - Род Poicephalus
- Потпородица Arinae
  - Племе Arini – мака(о)и и мали папагаји
    - Род Anodorhynchus
    - Род Cyanopsitta
    - Род Ara
    - Род Orthopsittaca
    - Род Primolius
    - Род Diopsittaca
    - Род Rhynchopsitta
    - Род Ognorhynchus
    - Род Guaruba
    - Род Leptosittaca
    - Род Conuropsis†
    - Род Psittacara
    - Род Aratinga
    - Род Eupsittula
    - Род Thectocercus
    - Род Cyanoliseus
    - Род Pyrrhura
    - Род Enicognathus

  - Племе Androglossini – амазонски папагаји и сродници
    - Род Pyrilia
    - Род Pionopsitta
    - Род Graydidascalus
    - Род Alipiopsitta
    - Род Pionus
    - Род Amazona
    - Род Triclaria

  - Кладус (предложено племе Amoropsittacini)
    - Род Nannopsittaca
    - Род Psilopsiagon
    - Род Bolborhynchus
    - Род Touit

  - Кладус (предложено племе Forpini)
    - Род Forpus

  - Кладус
    - Род Pionites
    - Род Deroptyus

  - Кладус
    - Род Hapalopsittaca
    - Род Brotogeris
    - Род Myiopsitta
    - Род Eupsittula